# Europaschule (Deutschland)
Als Europaschulen werden in Deutschland in mehreren Bundesländern Schulen bezeichnet, die gewisse Standards der interkulturellen Zusammenarbeit und der methodischen Innovation erfüllen, aber unter deutschem Landesschulrecht stehen.
Nicht zu verwechseln sind sie mit den Europäischen Schulen, die in der Trägerschaft des Rates der Europäischen Union stehen, und von denen sich drei in Deutschland befinden: die Europäische Schule München, die Europäische Schule Karlsruhe und die Europäische Schule Frankfurt.

## Geschichte
Sie wurden aufgrund der Empfehlung der Kultusministerkonferenz Zur europäischen Dimension im Bildungswesen vom 8. November 1991 von mehreren Bundesländern eingeführt.

## Kriterien
Es gibt keine bundeseinheitliche Regelung, welche genauen Voraussetzung eine Schule haben muss, um als Europaschule anerkannt zu werden.

### Nordrhein-Westfalen
In Nordrhein-Westfalen ist die Bezeichnung Europaschule seit dem 9. Mai 2007 durch das Ministerium für Schule und Weiterbildung des Landes Nordrhein-Westfalen unter Berücksichtigung der bundesweiten Kriterien festgelegt. Zertifiziert werden Europaschulen jeweils für fünf Jahre mit einem Gütesiegel durch die Arbeitsgemeinschaft Europaschulen (Argeus) im Ministerium für Schule und Weiterbildung des Landes Nordrhein-Westfalen. Nach diesem Zeitraum werden sie rezertifiziert. Erfüllt eine Europaschule in Nordrhein-Westfalen die Kriterien auch nach einem angemessenen Zeitraum der Anpassung nicht, kann der Titel aberkannt werden. Ende 2022 gab es in Nordrhein-Westfalen genau 250 Europaschulen. 2023 wurden vier weitere zertifiziert.

### Hessen
In Hessen gibt es aktuell 34 durch das HKM zertifizierte Hessische Europaschulen und ein Studienseminar. Diese kennzeichnen sich in folgender Weise:

„Die Europaschule fördert interkulturelle Lernprozesse, die es Heranwachsenden ermöglichen, eine eigene Identität zu finden und in der Begegnung mit anderen Kulturen Toleranz zu entwickeln. Sie gestaltet offene Räume, in denen Fremdes kennengelernt und erlebt wird; offene Räume, in denen sich Sprachenvielfalt und Kenntnisse über andere Kulturen mit sozialem Lernen zu interkultureller Kompetenz entwickelt. Die Europaschule arbeitet – im Miteinander aller Schulformen – am ständigen Prozess der Schulentwicklung, in dem Methodenlernen und Evaluation integrale Bestandteile darstellen, und nimmt somit ihre Rolle als aktiver Partner in einer sich wandelnden Gesellschaft verantwortlich wahr.“

### Niedersachsen
Nach einem Runderlass des Niedersächsischen Kultusministeriums vom 5. Juni 2013 kann einer Schule auf Antrag die Verwendung der Zusatzbezeichnung „Europaschule in Niedersachsen“ genehmigt werden, wenn sie im Scoring-Modell zur Verwendung der Zusatzbezeichnung „Europaschule in Niedersachsen“ nach Festsetzung der für Europa / Internationales zuständigen Dezernentinnen und Dezernenten der oberen Schulbehörde mindestens 80 Punkte erreicht. Diese werden für die Erfüllung von acht Kriterien lt. Nr. 2 des Erlasses sowie zwei zusätzliche Angaben lt. Nr. 3 des Erlasses vergeben (einige davon mit Unterkriterien), wozu unter anderem die Verankerung des Europaprofils im Schulprogramm, ein fächerübergreifendes „Europa-Curriculum“, Projekte, Arbeitsgruppen und Veranstaltungen zum Thema „Europa“, die Förderung der Mehrsprachigkeit und des Fremdsprachenprofils, die Entwicklung und Stärkung interkultureller Kompetenzen, die systematische Nutzung der EU-Bildungsprogramme, die Nutzung von Informations- und Kommunikationstechnologien für die europaweite Kommunikation sowie die dauerhafte Unterhaltung aktiver Partnerschaften mit Schulen, Ausbildungsunternehmen oder anderen Partnern im (europäischen) Ausland gehören.

### Brandenburg
Im Land Brandenburg können sich seit 1996 Schulen, „die den europäischen Gedanken in besonderer Weise zur Profilbildung nutzen, durch das Ministerium für Bildung, Jugend und Sport das Recht erhalten, sich Europaschule zu nennen.“ 2014 trugen 21 Schulen den Titel (teilweise auch im Namen). Kriterien in Brandenburg sind:
- „ein besonderes, über das obligatorische Unterrichtsangebot hinausgehendes Fremdsprachenprofil“
- „kontinuierliche Teilnahme an Programmen und Schülerwettbewerben u. a. der Europäischen Union, des Europarates, des Europäischen Schulnetzwerkes“
- „regelmäßige Durchführung länderübergreifender Projekte“
- „aktive und dauerhafte Partnerschaften zu Schulen, Ausbildungsunternehmen oder anderen Partnern im europäischen Ausland“
- „kontinuierliche Fortbildung der Lehrkräfte zu Fragen der europäischen Dimension im Unterricht sowie der interkulturellen Bildung und Erziehung“
- „Unterstützung bei der Vermittlung des Europagedankens im regionalen Umfeld“

Dabei wird besonderes Augenmerk auf die Pflege und den Ausbau der Bildungszusammenarbeit mit Polen gelegt. Die Kriterien müssen seit mindestens einem Jahr erfüllt sein.
Europaschulen in Brandenburg sind beispielsweise die Von Saldern-Gymnasium Europaschule in Brandenburg an der Havel, die Hermann-von-Helmholtz-Gymnasium Europaschule in Potsdam oder die Europaschule Ketzin.

### Sachsen-Anhalt
In Sachsen-Anhalt gibt es seit 1994 Europaschulen.
Besondere Kriterien sind dabei:
- Integration europäischer Themen: insbesondere diese aus den KMK-Empfehlung „Europabildung in der Schule“ (Mai 2008) sowie des Europäischen Parlamentes und des Rates der Europäischen Union zu „Schlüsselkompetenzen für Lebensbegleitendes Lernen“ (Dezember 2006)
- Fremdsprachenlernen, welches über das normale Sprachenangebot der Schulform hinausgeht und zusätzliche bzw. vorzeitige Sprachen anbietet
- Projektorientierte Schulpartnerschaften und Praktika: sowohl länderübergreifend als auch im europäischen Austausch, Partnerschulen im EU-Ausland sind dabei Voraussetzung (Grundschule eine Partnerschule, berufsbildende Schulen zwei, Gymnasien mindestens drei Partnerschulen)
- Personalqualifizierung und Personalentwicklung
- Europaschule in der Region: Netzwerkarbeit mit anderen Schulen, aber auch Betrieben, Firmen, Einrichtungen
- Qualitätssicherung.

### Rheinland-Pfalz
Rheinland-Pfalz vergibt seit 2014/2015 Zertifikate „Europaschule des Landes Rheinland-Pfalz“. Als Kriterien herangezogen werden die Unterstützung durch schulische Gremien, ein europäisches und interkulturelles Profil, ein erweitertes Fremdsprachenangebot, internationale Begegnungen sowie zusätzliche Projekte. 2024 gab es 87 zertifizierte Schulen.